# Felix von Luschan

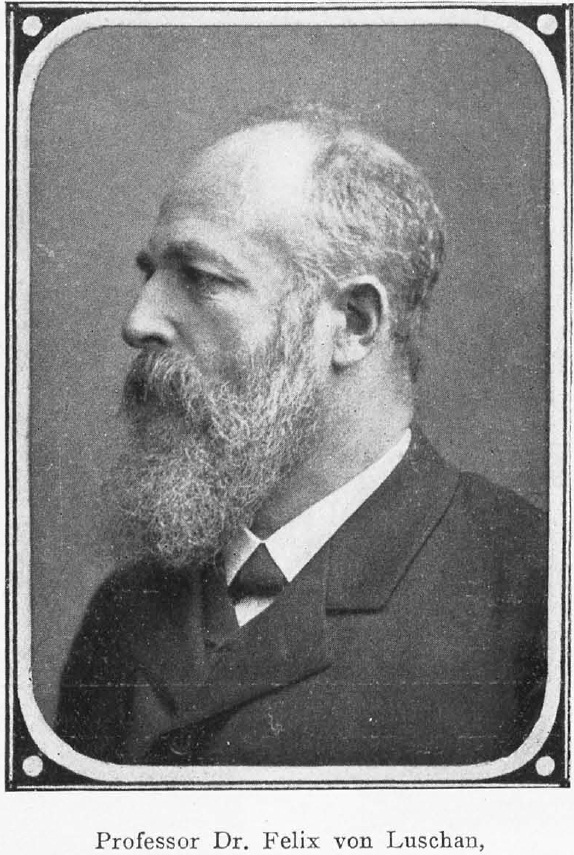
Felix von Luschan, 1907.

Felix Ritter von Luschan, nach dem Adelsaufhebungsgesetz 1919 Felix Luschan (* 11. August 1854 in Hollabrunn, Kaisertum Österreich; † 7. Februar 1924 in Berlin) war österreichischer Arzt, Anthropologe, Forschungsreisender, Archäologe und Ethnograph.

## Leben

### Herkunft und Jugend
Felix von Luschan wurde am 11. August 1854 in Oberhollabrunn (seit 1928 Hollabrunn) als erstes Kind seiner Eltern geboren. Sein Vater, Maximilian Ritter von Luschan (1821–1883), war Hof- und Gerichtsadvokat und Sohn des in Graz tätigen Oberlandesgerichtsrats Lucas von Luschan, der am 21. November 1855 als Ritter des Ordens der Eisernen Krone in den Adelsstand erhoben wurde. Dessen Familienname verweist auf den Ort Lužan in Bosnien, wo das Geschlecht bis zu der Schlacht auf dem Amselfeld (1389) ansässig gewesen war, bevor es nach Laibach übersiedelte.
Am 18. September 1853 hatte der Vater Maximilian die in Brasilien geborene Mutter, Christine von Luschan, geborene Hocheder (1833–1879), geheiratet, deren Familie aus dem Zillertal in Tirol stammte. Ihr Vater, der Geologe Johann Carl Hocheder, hatte von seinem Vater nach anfänglicher Betätigung als Goldwäscher die Entwicklung neuer Methoden zur Aufbereitung und Förderung goldhaltiger Gesteine erlernt, Leokardia Alberti geheiratet, die Tochter des Referenten der k.k. Haller Berg- und Salinenwerke, zu deren Direktor er inzwischen aufgestiegen war, und war mit der Familie zwischen Brasilien, wo er für eine dort Goldminen betreibende englische Bergwerksgesellschaft arbeitete, und Wien hin- und hergependelt, bis die Familie 1841 in Wien sesshaft wurde, wo er als Ministerialsekretär tätig geworden war.
Die Eltern Felix von Luschans waren 1854 von Wien in das 1850 zum Bezirkszentrum des westlichen Weinviertels erhobene Hollabrunn umgezogen. 1855 wurde dort auch sein Bruder Max geboren, 1858 – inzwischen lebte die Familie wieder in Wien – sein Bruder Oscar.
Die Familie pflegte in Wien engen Kontakt zu jener seiner zehn Jahre jüngeren, späteren Frau. Ihr Vater, der Geologe Ferdinand von Hochstetter, war ein Gründungsmitglied der Anthropologischen Gesellschaft in Wien und Pionier der Neuseeland-Forschung. In diesem Umfeld kam es auch für den jungen Felix von Luschan früh zum Kontakt mit europäischen Gelehrten.
Der frühe Tod seiner Mutter im Juli 1879 machte ihn nach eigenem Bekunden „heimat- und obdachlos“. Im elterlichen Haus in Wien wollte er nun nicht mehr dauerhaft bleiben.

### Studium, beruflicher Werdegang und Familiengründung
Nach der Reifeprüfung am Akademischen Gymnasium in Wien 1871 studierte Felix von Luschan ab 1871 Medizin an der Universität Wien. 1873 bekleidete er erstmals das Amt des Rechnungsführers für die Anthropologische Gesellschaft Wien und bereitete Sammlungsbestände für die Weltausstellung in Wien auf. 1874 fungierte er als Demonstrator an der Wiener Lehrkanzel für Physiologie und wurde Kustos der Sammlungen der Wiener Anthropologischen Gesellschaft. 1876 nahm er am VIII. Internationalen Kongress für Anthropologie und Urgeschichte in Budapest teil, auf dem er Kapazitäten des Faches wie Rudolf Virchow oder Paul Broca begegnen konnte. 1878 wurde er in Wien zum Doktor der Medizin promoviert und studierte im Sommersemester 1878 bei Paul Broca in Paris an der Ècole d’Anthropologie. Er arbeitete an dem Aufbau der Anthropologischen Ausstellung Österreich-Ungarns für die Weltausstellung in Paris mit und war offizieller Repräsentant Österreichs bei dem in dieselbe Zeit fallenden Anthropologenkongress.
Noch im selben Jahr und bis 1879 rückte er als Militäroberarzt bei der Besetzung Bosniens durch Österreich ein, wo er in beiden Jahren auch archäologische und ethnographische Studien wie Grabungen und Körpermessungen durchführte.
Nach seiner Entlassung aus dem Militärdienst widmete er sich archäologischen und ethnologischen Studien auf dem Balkan, wurde anschließend 1880–1882 als Sekundararzt an das Allgemeine Krankenhaus in Wien berufen, wo er zuerst in der Chirurgie und später in der Psychiatrie zum Einsatz kam, begab sich aber auch bereits 1880 auf Reisen und Grabungen in Dalmatien und Montenegro und nahm 1881 an der ersten und 1882 an der zweiten österreichischen Expedition nach Lykien und Karien unter der Leitung des Archäologen Otto Benndorf teil.
Dazwischen habilitierte er 1882 an der Universität Wien für Anthropologie bzw. für physische Ethnographie. 1882 nahm er zudem an der „pamphylischen Expedition“ unter Karl Graf Lanckoroński teil. 1883 folgte die Teilnahme an einer wissenschaftlichen Reise in die Kommagene zum Nemrud Dağ unter Carl Humann und im Auftrag der Königlich Preußischen Akademie der Wissenschaften mit einer ersten Erkundung von Zincirli und eine weitere Reise nach Karien, Lykien, Pamphylien und Syrien.
1885 wurde er als Direktorialassistent an das „Königliche Museum für Völkerkunde“ (heute Ethnologisches Museum) in Berlin berufen, wo er zum 1. Januar 1886 in den preußischen Staatsdienst eintrat und von 1904 bis 1910 als Direktor der Afrika- und Ozeanien-Abteilungen wirkte.
Am 22. Juli 1885 fand die Hochzeit mit Emma von Hochstetter, in Millstatt (Kärnten) statt, wohin die Familie von Luschan 1883 mit Rücksicht auf die Gesundheit des Bruders Oscar umgezogen war und seit 1884 zwei Villen für sich errichten ließ. Emma (1864–1941) war die Tochter von Ferdinand von Hochstetter und der Georgiana Bengough. Nach der Hochzeit erfolgte 1885 der Umzug der Familie nach Berlin.
1888 promovierte von Luschan in München zum Doktor der Philosophie und habilitierte sich im gleichen Jahr im Fach Anthropologie an der Philosophischen Fakultät der Friedrich-Wilhelms-Universität Berlin. In diesem Jahr nahm er an der ersten Grabungsexpedition in Zincirli teil, unter der Leitung von Carl Humann und im Auftrag des Orientkomitees, an der zweiten 1890 dann wie an den folgenden (dritte: 1890/1891, vierte: 1894, fünfte: 1902) in eigener Leitung. 1897 wurde von Luschan das Prädikat „Professor“ verliehen, und er unternahm Reisen nach England und Russland.
1900 wurde er außerordentlicher Professor und 1909 bis zu seiner Pensionierung 1922 ordentlicher Professor für physische Anthropologie, mit dem ersten Lehrstuhl für Anthropologie an der Berliner Charité (Teil der Friedrich-Wilhelms-Universität). 1909 übernahm er die Schriftführung im Vorstand der Berliner Gesellschaft für Anthropologie, Ethnologie und Urgeschichte, vertrat diese 1911 auf dem Internationalen Rassenkongress in London und führte 1920 die Redaktion der „Zeitschrift für Ethnologie“ durch. 1915 wurde von Luschan Teil der „Königlich Preußischen Phonographischen Kommission“, deren Ziel es war, die etwa 250 Sprachen, die unter den Internierten der deutschen Kriegsgefangenenlager gesprochen wurden, zu erfassen. Im Rahmen dieses Unterfangens vollzog er anthropologische Studien und Messungen an den Gefangenen. Im Jahr 1917 wurde er zum Mitglied der Leopoldina gewählt.

### Krankheit und Tod
Ende 1923 besuchte Felix von Luschan zum letzten Mal eine Sitzung der Berliner Gesellschaft für Anthropologie, Ethnologie und Urgeschichte. Bereits schwerkrank, aber geistig ungetrübt, reiste er im Winter 1923 zur Erholung nach Ägypten. Zurück in Berlin verstarb er jedoch am 7. Februar 1924. Seine sterblichen Überreste wurden nach Millstatt überführt und in der Familiengruft bestattet. Die unter der Aufsicht seines Bruders Oscar erbaute „Villa Felicitas“, die Felix von Luschan mit seiner Frau nach der Hochzeit bezogen hatte, wich später dem Bau einer neuen Bundesstraße.

## Forschung

### Frühe Studien
Seine ersten anthropologischen und archäologischen Studien publizierte von Luschan bereits kurz nach der Reifeprüfung ab 1871, häufig bereits mit kraniologischen Inhalt, also den Schädelbau betreffend. Ab 1872 erschienen seine ersten wissenschaftlichen Aufsätze in den Mitteilungen der Anthropologischen Gesellschaft Wien. Ebenfalls schon in den 1870er Jahren entwickelte er als Student eine rege Sammeltätigkeit antiker Funde. Auch seine Stationierung nach Bosnien nutzte er zum Sammeln ethnographischer Objekte, zur Organisation von Ausgrabungen, zur Vermessung von Körpern und zur Aneignung von Sprachkenntnissen wie etwa in Englisch, Französisch und Arabisch. Zu Beginn seiner Forschungstätigkeit begleitete Felix von Luschan Otto Benndorf 1881 in Lykien (Südwesttürkei) und 1882 erneut nach Kleinasien, von wo der monumentale Grabbau, das Heroon von Gjölbaschi-Trysa, für Wien erworben werden sollte.

### Studien im Zusammenhang mit den Ausgrabungen in Zincirli
Im südostanatolischen und nahe der syrischen Grenze gelegenen Zincirli (auch: Sendschirli/Türkei) gelang von Luschan 1883 die Entdeckung der Ruinenstätte des alten Samʼal. Der schon beim ersten Besuch durch die auf der Fundstätte gemeinsam mit Otto Puchstein vorgefundenen hethitischen Reliefs genährte Wunsch von Luschans „inshallah [so Gott will] werde ich auch einmal eine solche Schatzkammer untersuchen dürfen“ erfüllte sich bei den ab 1888 erfolgten Ausgrabungen, deren erste zunächst unter der Leitung von Carl Humann stand, deren vier weitere Kampagnen bis 1902 er aber persönlich leitete, unterstützt von Robert Koldewey und begleitet von seiner Frau Emma. Die Identifizierung der Ruinenstätte als das aramäische Sam’al gelang mithilfe akkadischer Quellen. Mit dieser Entdeckung der Hauptstadt eines späthethitischen Königreichs (1200–709 v. Chr.) und der Publikation der Ergebnisse ab 1893 erlangte von Luschan erstmals weite Bekanntheit.

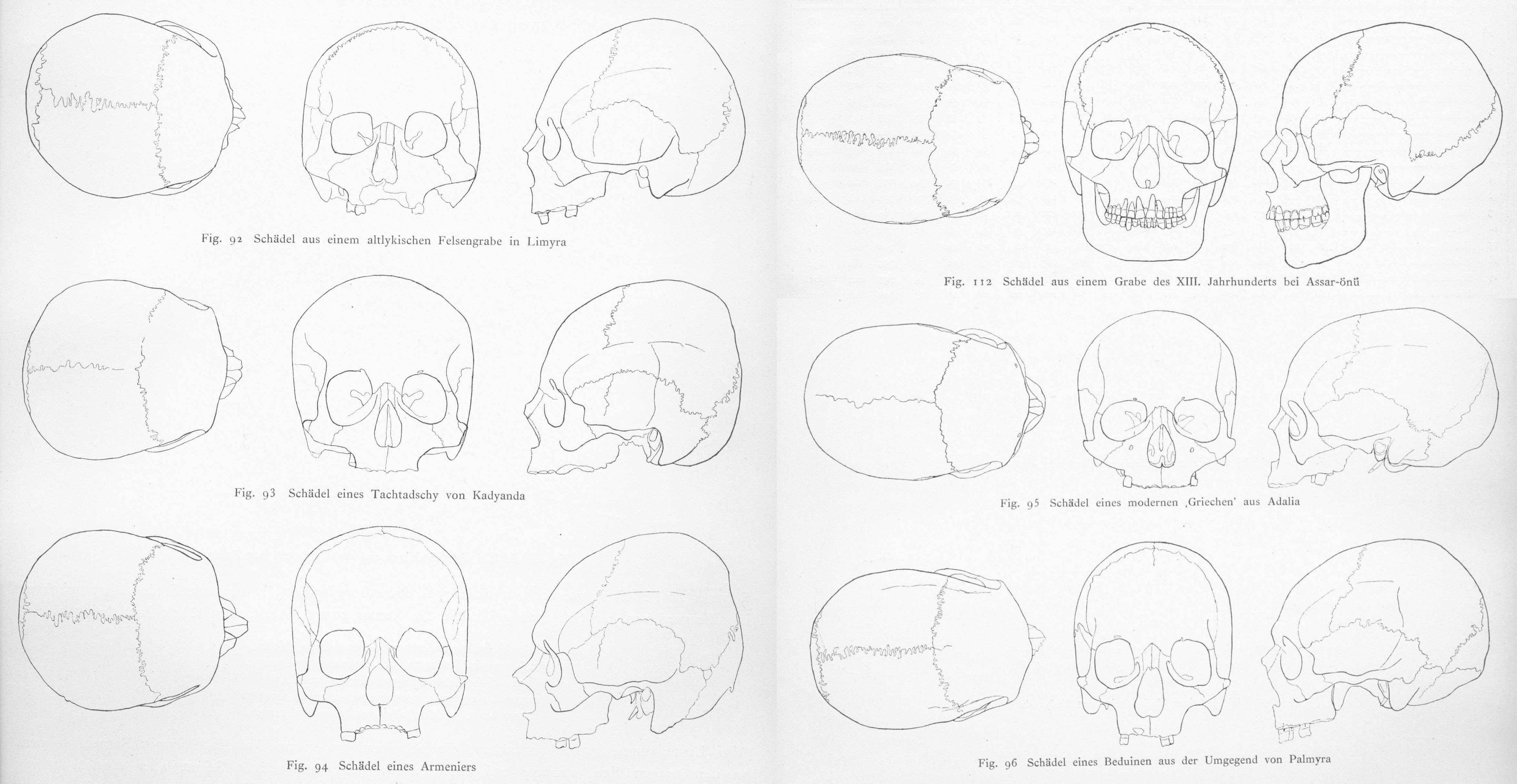
Vergleich kurzköpfiger und langköpfiger Schädeltypen von Vertretern antiker und moderner Ethnien (aus Von Luschan 1889, Fig. 92–96, Fig. 112)

Die in Zusammenhang mit diesen Ausgrabungen stehenden anthropologischen und ethnologischen Forschungen von Luschans in Kleinasien führten schließlich unter Berücksichtigung archäologischer, linguistischer, physischer und kultureller Merkmale zur Herausarbeitung der These einer vorgriechischen armenischen „Urbevölkerung“ („Armenide“) im kleinasiatisch-syrischen Gebiet mit extremer Kurz- und Hochköpfigkeit (Hypsibrachycephalie), welche der Anthropologe als hethitischen Typus in den Skulpturen von Zincirli wiederzufinden glaubte. Diese Urbevölkerung betrachtete er als Vorfahren sowohl der durch strenge geographische, religiöse, sprachliche und politische Isolierung erstaunlich homogen erhaltenen armenischen Bevölkerung Kleinasiens und des Kaukasus als auch der hypsibrachycephalen zeitgenössischen (also modernen) Bestandteile der sogenannten „griechischen“ und der „türkischen“ Bevölkerung im südlichen Kleinasien. Die nicht hypsicephalen Bevölkerungsbestandteile Lykiens führte er dagegen zum Teil auf seit der Antike von Westen her eingewanderte griechische und von Osten her stammende semitische Wurzeln zurück, zum Teil vermutete er auch eine Einwanderung aus Nordindien in später historischer Zeit wie für die Türkisch sprechenden und nomadisierenden Yörük oder für die „Zigeuner“ (oder „Çingene“).
In die Zeit der Ausgrabungen in Zincirli fällt zudem seine Entdeckung der nahe gelegenen hethitischen Bildhauerwerkstatt von Yesemek.

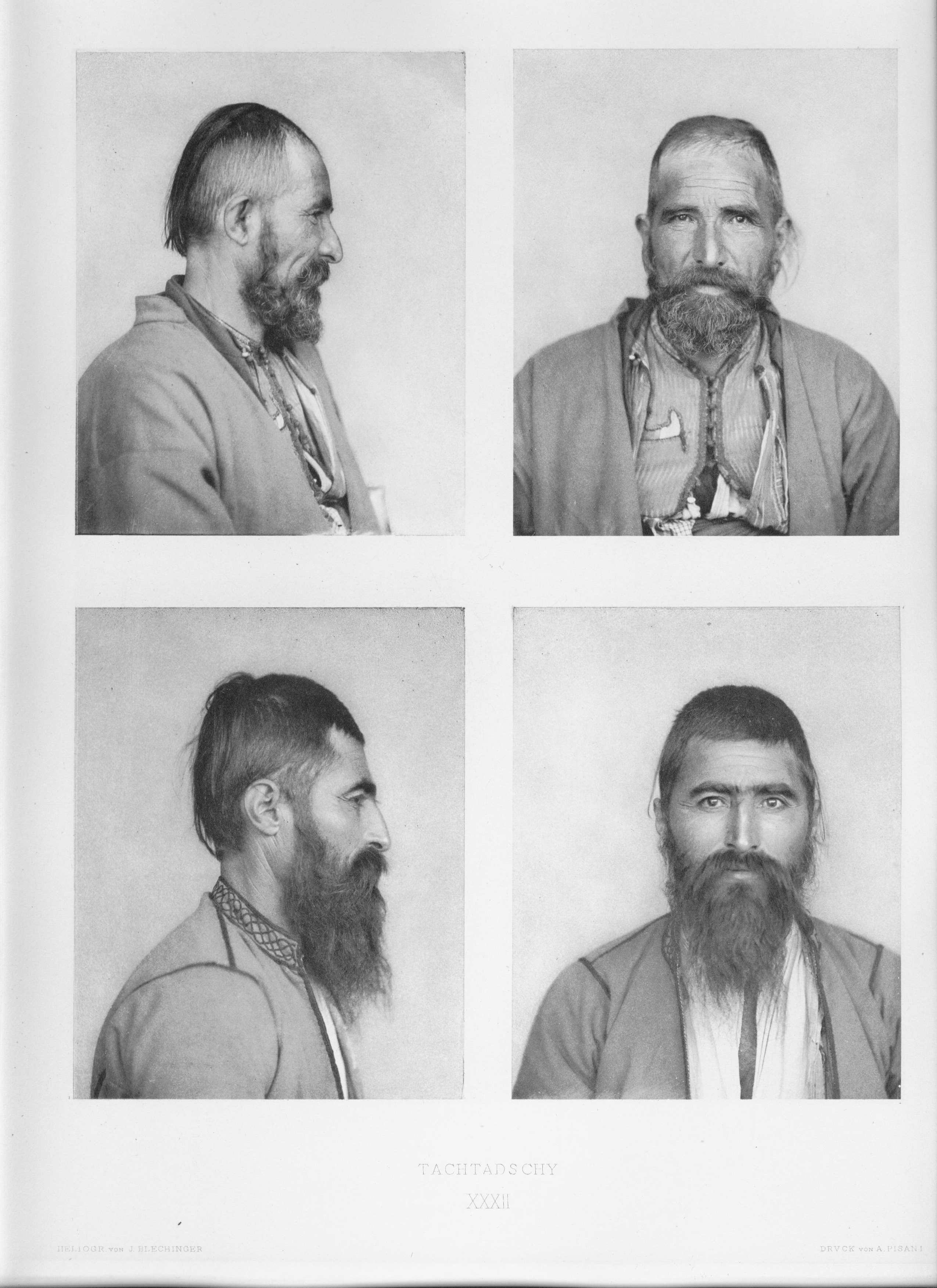
Porträt männlicher Tahtacı (von Luschan 1889, Tafel XXXII)
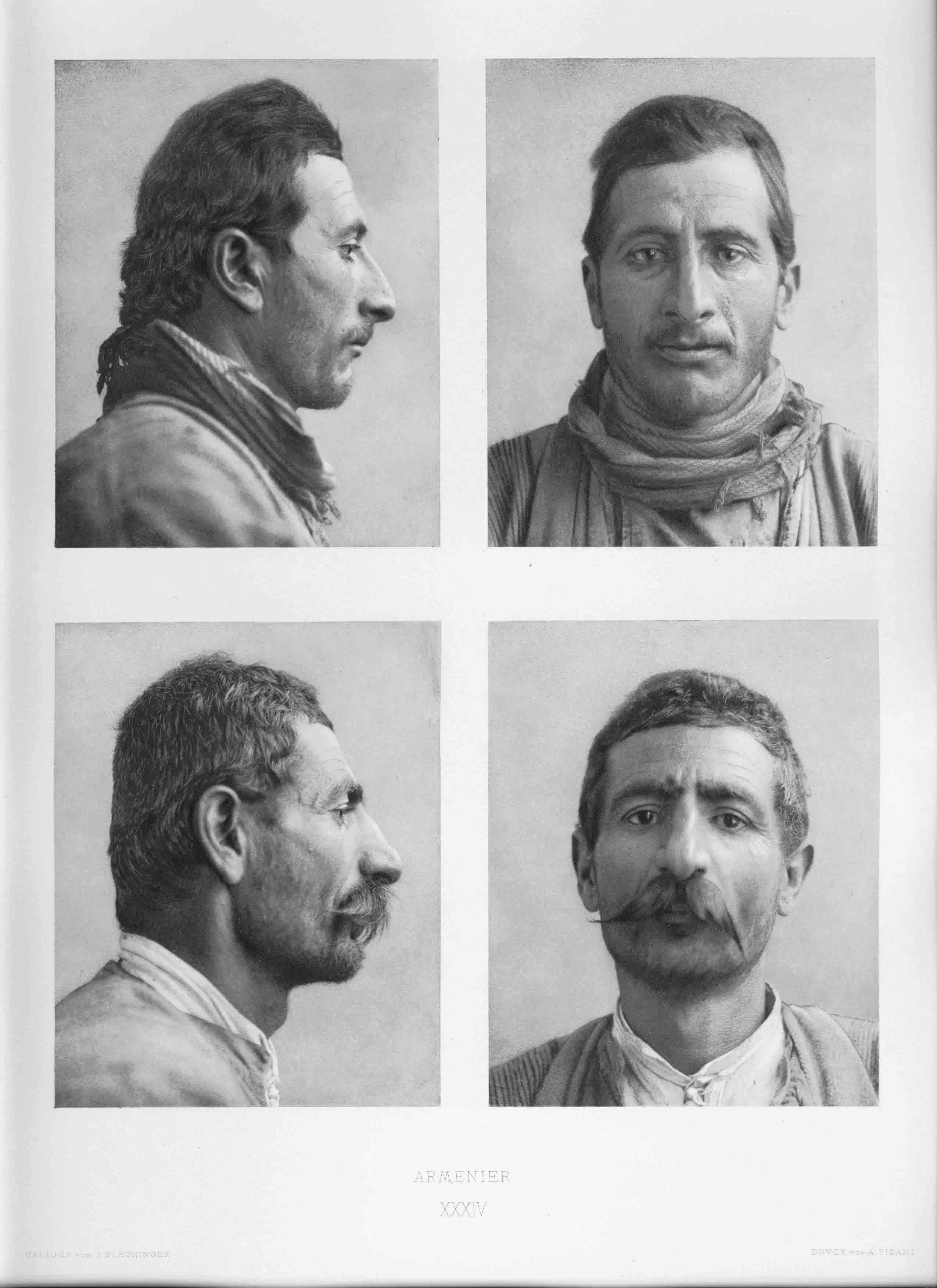
Porträt männlicher Armenier (von Luschan 1889, Tafel XXXIV)
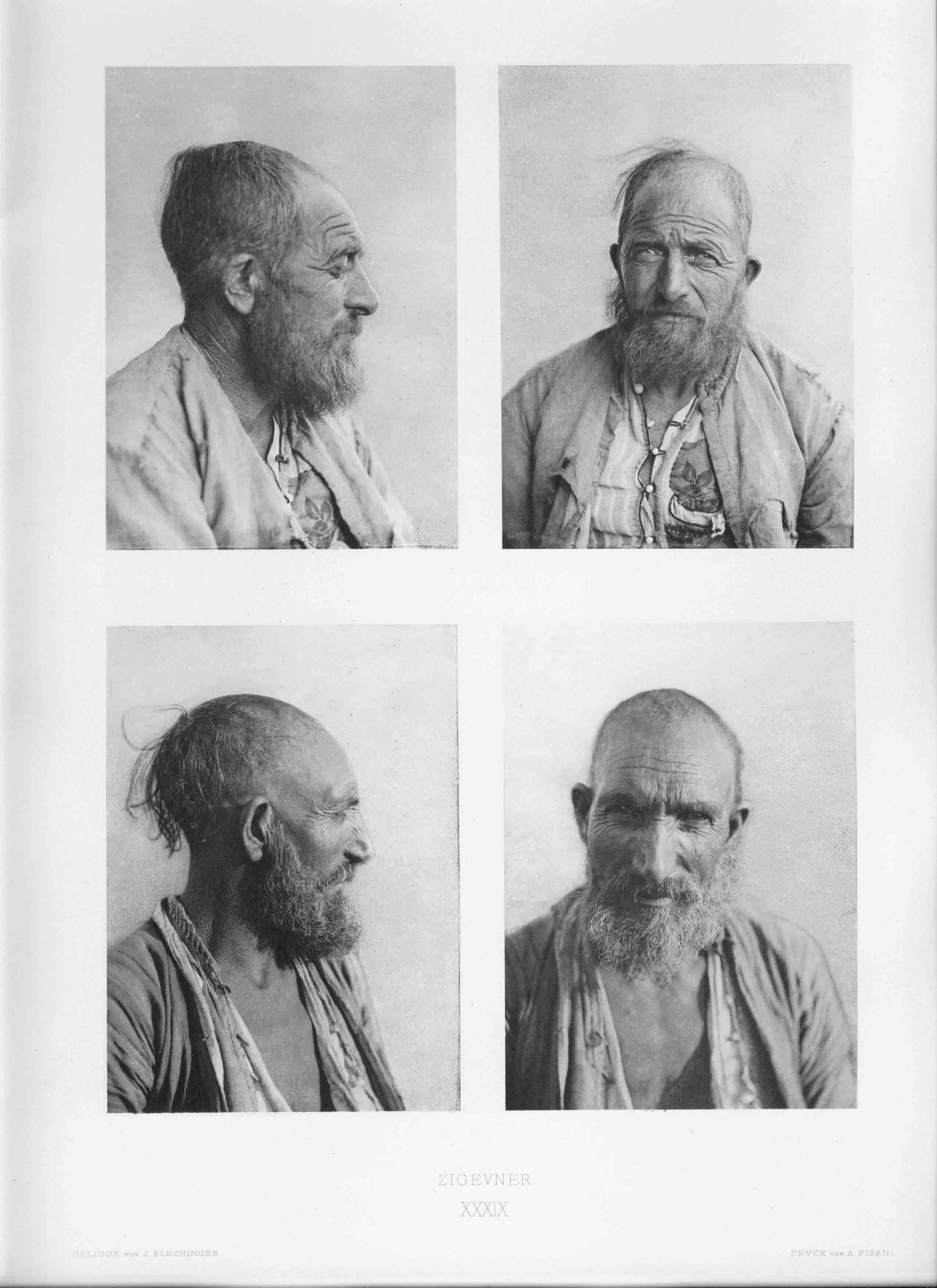
Porträt männlicher Zigeuner (von Luschan 1889, Tafel XXXIX)
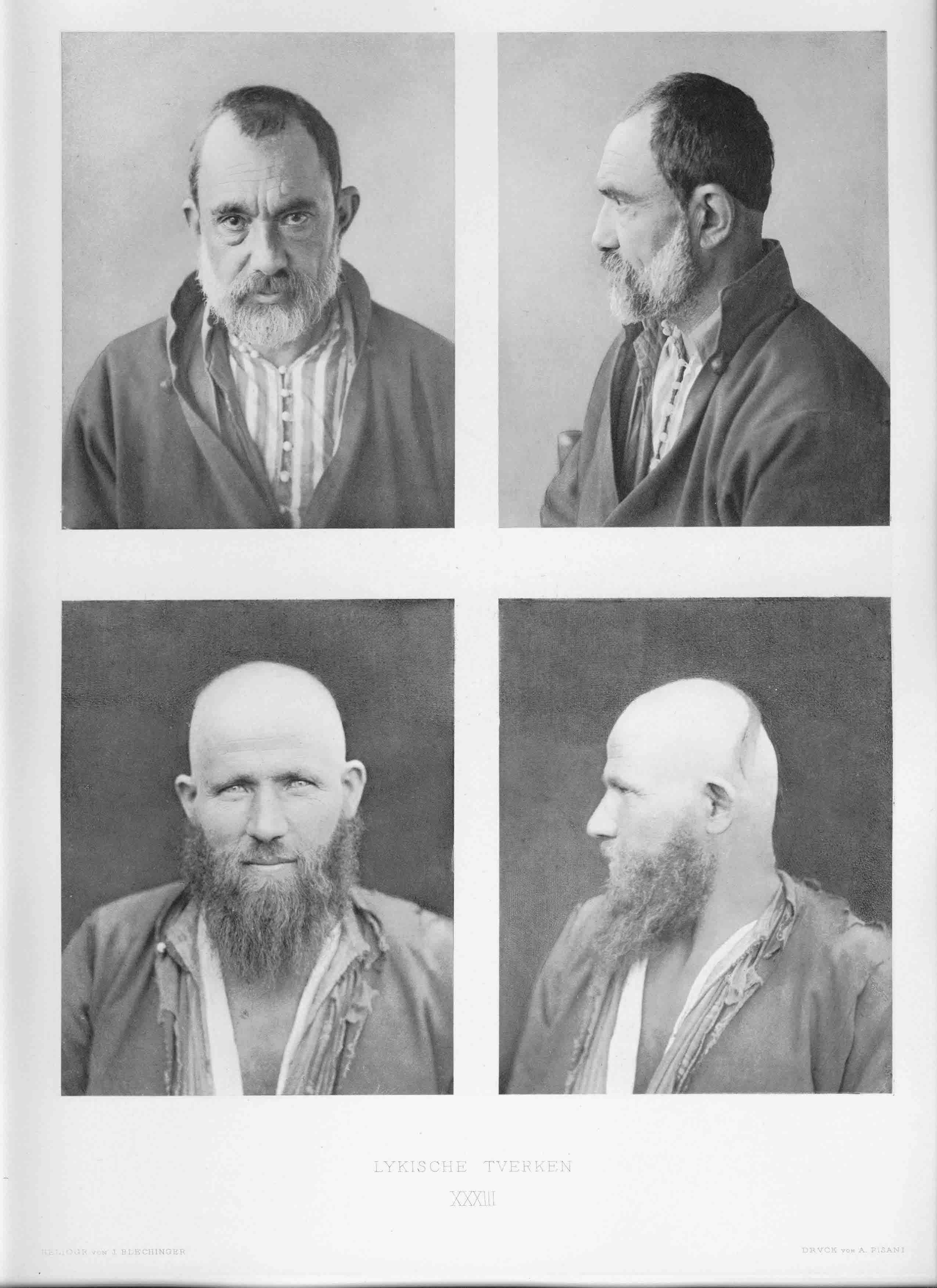
Porträt männlicher Türken aus Lykien (von Luschan 1889, Tafel XXXIII)
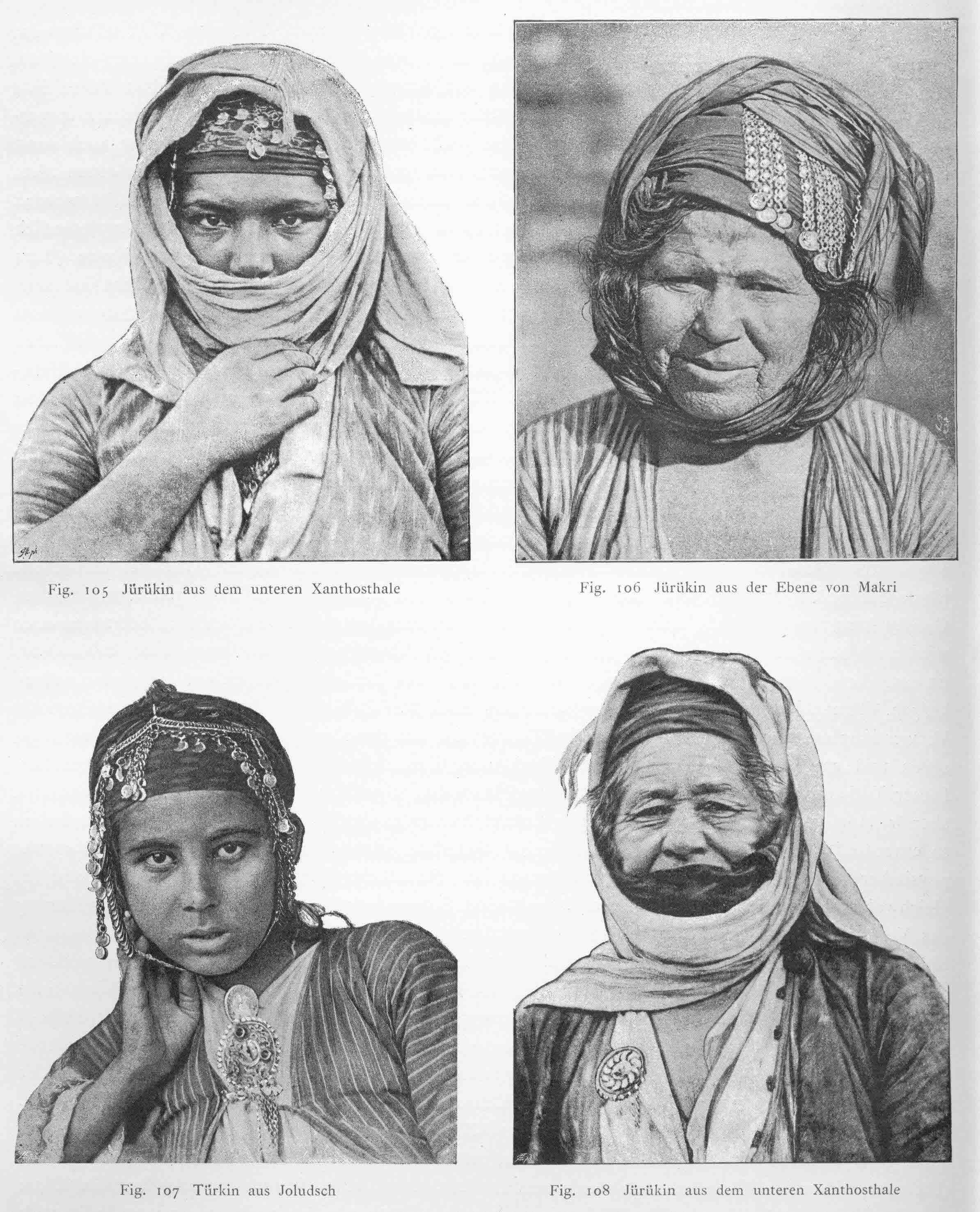
Fotografien weiblicher Yörük und einer Türkin (von Luschan 1889, Fig 105-108)^

### Afrikanische Studien
Eingeladen von der „British Association for the Advancement of Science“ ging von Luschan 1905 zusammen mit seiner Frau auf Forschungsreise nach Südafrika, während der er phonographische Aufnahmen erstellte. Auch in Ägypten hatte er sich längere Zeit aufgehalten. Während seiner Zeit als Direktionsassistent am Museum der Völkerkunde in Berlin wurde er im Juli 1897 von einer Berliner Firma, die im Elfenbeinhandel aktiv war, darüber informiert, dass in London 600 Zentner Elfenbeinartefakte aus Benin zur Auktion ständen, die während einer britischen Strafexpedition erbeutet wurden. Seine Erwartungen wurden in der Auktion bei weitem übertroffen und neben den Elfenbeinschnitzereien sah er zum ersten Mal in Natura die sogenannten Benin-Bronzen. Er erkannte die Einzigartigkeit dieser Stücke und entwickelte einen großen Sammeleifer. Sein Ziel war es für Berlin die einzigartigste und umfangreichste Benin-Sammlung zu erstellen. Luschan erstellte eine umfangreiche Datenbank, in der er nicht nur seine für Berlin erworbenen Kunstobjekte beschrieb und dessen Weg des Erwerbs dokumentierte, sondern auch von fast allen anderen Beninobjekten, deren Wege er in die jeweiligen Sammlungen in ganz Mitteleuropa verfolgte. Da er allein für die Benin-Bronzen 64 Kategorien zu deren Charakteristik aufstellte, in der er alle ihm bekannten Objekte einsortierte, hat er mit dieser Datenbank eine außerordentlich gute Basis für die Erforschung der Bronzen gesorgt. Demzufolge beruhte seine Erkenntnis über die Einzigartigkeit und damit des originären afrikanischen Ursprungs auf seine Möglichkeiten des Vergleichs auf Basis der Datenbank und darüber hinaus über die Vielzahl an Bruchstücken, die er neben den vollständigen Kunstwerken erworben hatte. Er wandte sich mit fundierten Begründungen gegen die vorherrschende Meinung, dass die Bronzegußtechnik aus Europa stammen müsste. Damit lehnte er sich gegen die Rassenlehre auf und warb um die Anerkennung der eigenständigen Entwicklung der Kulturen Afrikas und um deren Gleichwertigkeit zu den Errungenschaften Europas. Von Luschan war somit einige Jahre nach Leo Frobenius einer der ersten Europäer, die den Rang der afrikanischen Kunst auf bestimmten Gebieten für mindestens gleichrangig mit der europäischen einschätzten, wie am Beispiel der Bronzegusstechnik aus Benin, die er als „auf der höchsten Höhe des überhaupt Erreichbaren“ stehend ansah.

### Verschiedene Beschäftigungen
Die in Verbindung mit einer 1914 in Sydney geplanten Kongressteilnahme stehende und 1913 in Angriff genommene Forschungsreise in die Südsee, die auch in das Innere von Australien und Neuseeland führen sollte, musste das Ehepaar Felix und Emma von Luschan bedingt durch den Ausbruch des Ersten Weltkrieges umplanen. Anstelle von Neuseeland, wo Emmas Vater Ferdinand von Hochstetter noch immer in hohem Ansehen stand, gelangten sie von Australien aus über die Hawaii-Insel Oʻahu im Oktober 1914 in die USA, wo sie bis Ende April 1915 blieben. Von Luschan hielt dort zur Sicherung ihres Lebensunterhaltes an zahlreichen Universitäten Vorträge, studierte die ethnologischen Sammlungen in Chicago, New York und Washington und richtete seinen Forschungsschwerpunkt auf die dort lebenden, aus Schwarzafrika stammenden Bevölkerungsgruppen und die Problematik von Rassendiskriminierung, Kriminalität und Prostitution, wobei er seine Studien aufgrund der Einreisebedingungen auf Alabama, Virginia, Baltimore und New York beschränken musste.
Von 1915 bis 1918 war er Mitglied der 30-köpfigen „Königlich-Preußischen Phonographischen Kommission“, die in über 70 Kriegsgefangenenlagern Tonaufnahmen von mehr als 250 Dialekten und Sprachen sowie von der Volksmusik der Gefangenen erstellten. In dieser Kommission von Anthropologen, Linguisten und Musikwissenschaftlern übernahm von Luschan auch die fotografische Erfassung für anthropologische Studien.
Zeugnisse der Vielseitigkeit von Luschans sind auch beispielsweise seine Publikationen über Zeremonialmasken aus Neuguinea, Schnitzereien aus dem Westsudan oder Baumrindenboote und Waffen der Batwa-Pygmäen am Kiwusee. Von Luschan vertrat die These der monophyletischen Abstammung (von einer gemeinsamen Wurzel) des Menschen und sah die Vorstellung einer linearen kulturellen Evolution in der Abstraktion von Naturvorbildern in der Kunst bestätigt.

### Wissenschaftliche Haltung zum Komplex „Arier“ und „Juden“ und innerhalb der Rassenkunde
Deutlich hat sich der Forscher noch in den 1920er Jahren von den Tendenzen distanziert, von einer indogermanischen Sprachfamilie auf einen einstigen oder gar bestehenden „indogermanischen Volksstamm“ zu schließen. Auch den Begriff und die Theorie einer „arischen Rasse“ auf Grundlage von „arischen Sprachen“ wies er als unwissenschaftlich zurück und bezeichnete ihn als „ebenso töricht, als wollte man von einer langköpfigen Sprache oder von einer brünetten Grammatik reden“. Als „besonders verfehlt“ brandmarkte er die seinerzeit „in den letzten Jahren in Mode gekommene Anwendung des Wortes 'arisch' als Gegensatz zu 'jüdisch'“ und verwies darauf, dass ein großer Teil der modernen Juden trotz ihrer Zugehörigkeit zu den semitischen Sprachen nach „somatischen“ (also physisch-anthropologischen) Gesichtspunkten als allernächste Verwandte der Armenier zu betrachten seien, die wie die Perser im engsten Sinne des Wortes eine „arische“ Sprache redeten.
Basierend auf seinen in Kleinasien vorgenommenen Körpermessungen ging von Luschan nicht nur argumentativ gegen antisemitische Stereotype vor, sondern wandte sich auch gegen den Term und die Idee der „Rassenreinheit“, womit er sich von der Rassenwissenschaft seiner Zeit allgemein absetzte. Werner Petermann formulierte (2004, Geschichte der Ethnologie) die besondere Stellung von Luschans in der Rassenkunde mit den Worten, Felix von Luschan sei „unter allen Rassekundlern vielleicht derjenige, der sich, von wertenden (Fehl-)Einschätzungen keineswegs frei, am deutlichsten gegen rassisch begründete Vorurteile (besonders auch gegen die negative Beurteilung von Mischlingen) ausgesprochen“ habe.

### Lebenswerk

Die Von-Luschan-Skala diente in der ersten Hälfte des 20. Jahrhunderts der Klassifizierung von Hautfarben

Bis heute gilt von Luschan in der Anthropologie als erstrangiger Anatom, dessen um die vorige Jahrhundertwende zusammengetragenen Daten beispielsweise über die Entwicklung der physischen Merkmale der Bevölkerung auf Kreta noch immer zu dem besten verfügbaren Material in der Anthropologie gehören und dessen zahlreiche ethnologisch-historische Studien stets von hoher Objektgebundenheit und großer Materialkenntnis zeugen.
Die nach Felix von Luschan benannte Von-Luschan-Skala diente in der ersten Hälfte des 20. Jahrhunderts der Klassifizierung von Hautfarben.
Außerdem baute er über die Jahre eine umfangreiche Knochen- und Schädelsammlung auf. Größtenteils kamen diese aus archäologischen Grabungen, doch wusste er auch die Kolonialherrschaft Deutschlands im heutigen Namibia für seine Interessen zu nutzen, obwohl er kein Unterstützer dieser Art von politischer Herrschaft war. Für seine Forschungen benötigte er vergleichbares Knochen- und Schädelmaterial von Menschen seiner Zeit aus den Regionen, aus denen das Fundmaterial stammte. Er scheute nicht davor zurück, sich Schädel von Gefallenen während der Herero-Kriege schicken zu lassen. Seine Schädel- und Knochensammlung wurde in Deutschland nie ausgestellt und seine Frau verkaufte sie nach seinem Tod in die USA. Das Museum für Vor- und Frühgeschichte der Staatlichen Museen zu Berlin (MVF) verwahrt ca. 5.400 von ehemals 6.600 menschlichen Schädeln der Sammlung Felix von Luschan. In einem Pilotprojekt zur Provenienz erforschte die Stiftung Preußischer Kulturbesitz ungefähr 1.200 Schädel mit der Bezeichnung „Deutsch-Ostafrika“ und stellte fest, das 822 aus dem heutigen Ruanda und 250 aus Tansania stammen. Bei 50 Schädeln war die Herkunft nicht zu klären. Interessenverbände der Herkunftsländer warfen der Stiftung vor, mit der Forschung die mögliche Rückgabe hinauszuzögern.
Die aus dem lykischen Material in seinen anthropologischen Studien 1889 publizierten Bildwerke und insbesondere Fotografien zählten damals nach seiner eigenen Einschätzung „wohl zu den schönsten Abbildungen [...], welche die anthropologische Literatur aufzuweisen hat“.
Zu seinen Pionierleistungen gehörte auch die Verwendung eines handlichen und leicht transportablen Phonographen für Tonaufnahmen im Freiland, die sich besonders für musikalische Aufnahmen als wissenschaftlich verwertbar erwiesen. So gelangen von Luschan während der letzten Grabungskampagne von 1902 trotz fehlender Erfahrung und zur eigenen Überraschung gute Tonaufnahmen einiger kurdischer Texte und türkischer Lieder. Den dokumentarischen Wert dieser heute über 100 Jahre alten Musikaufzeichnungen aus dem Südosten Kleinasiens veranschaulicht der früheste Beleg einer inzwischen nahezu weltweit verbreiteten Melodie durch eine Aufnahme von Luschans aus Zincirli.
So ermöglichte es von Luschan, dass dem anthropologisch interessierten Museumsbesucher in Berlin neben den obligatorischen ethnischen Schaustücken auch eine Vielfalt an damals sehr modernen technischen Medien zur Vermittlung der Völkerkunde zur Verfügung stand, wie Fotografien, Stereoskopbilder, kinematographische Vorführungen und eine Phonothek.
Das Werk von Luschans zeichnet sich durch das anthropologische Bemühen aus, die Untersuchungen am Knochenbau Lebender mit solchen an in Grabungen freigelegten Skeletten zu vergleichen, wobei es ihm gelang, die stagnierende wissenschaftliche Disziplin der Kraniologie zu beleben und die großen Zusammenhänge darzustellen, indem er zugleich ein hohes Maß an Sorgfalt auf Basis von umfangreichem und in Eigenarbeit gefördertem Material gewährleistete. Diesen Ansatz verfolgen beispielsweise seine Betrachtungen über verschiedene Ethnien Kleinasiens sowie über Kreter, Altägypter, Hamiten, Juden, Pygmäen und Buschmänner oder auch seine seit 1893 publizierten Forschungsergebnisse im Zusammenhang mit den Grabungen in Zincirli. Sein ethnologisches Wirken um einen zugleich spezialisierten wie auch umfangreichen Themenkreis ist durch seine historisch-rekonstruierende Arbeitsweise gekennzeichnet. Insbesondere aber kommt von Luschan das Verdienst zu, durch seine ungewöhnlichen Kenntnisse, durch die auf zahlreichen Reisen erworbene Erfahrung und praktischen Erfolge im Rahmen der Museumstätigkeit sowie durch seine Lehrtätigkeit als ordentlicher Professor für Anthropologie in Berlin wesentlich zur Etablierung der jungen Völkerkunde beigetragen zu haben.

## Politische und soziale Positionen
Felix von Luschan lehnte auch angesichts der um sich greifenden Rassenideologie der Nationalsozialisten die Gegnerschaft zwischen „Christen und Juden“ ab. Von Luschan sah in dem Zusammenleben beider Bevölkerungsgruppen „im allgemeinen“ ein Beispiel „fast idealer Symbiose“ und konnte sich „persönlich [...] ein restloses Ineinanderaufgehen von Christen und Juden“ vorstellen. Als die beiden Bewegungen, die seinerzeit „mehr als je einer vernünftigen und beiden Teilen nützlichen Symbiose entgegenarbeiten“, sah er indes den Zionismus und den Antisemitismus an, von denen beiden er annahm, sie würden nicht auf Dauer von wesentlicher Bedeutung sein.
Sehr eindeutig bezog von Luschan in seinem Werk Position gegen die pseudowissenschaftliche Begründung und die intolerante Ausrichtung des Antisemitismus und seiner Schriften. Sowohl die angebliche „Rasseneinheit der Juden“ als auch deren „angebliche soziale Minderwertigkeit“ wies er entschieden als wissenschaftlich völlig unhaltbar zurück. Zu dem seinerzeit von antisemitischen Schriften verwendeten Begriff einer „jüdischen Rasse“ schrieb er 1922: „Sowenig als es eine indogermanische oder 'arische' Rasse gibt, sowenig gibt es eine jüdische; es gibt auch keinen jüdischen Typus, sondern nur einen ganz allgemein orientalischen, an dem genau wie die Juden auch Griechen und Armenier und in geringerem Maße auch viele andere Vorderasiaten beteiligt sind.“ Dem Bestreben auch jüdischer Autoren, von einer geschlossenen jüdischen Rasse auszugehen, stellte von Luschan seine Überzeugung entgegen, „daß nirgends in der Welt irgendwelche Kulturen anders entstanden sind als durch Rassenmischung und durch gegenseitigen Austausch von allerhand geistigen und anderen Errungenschaften, also durch Handel und Verkehr.“ Der „angeblichen sozialen Minderwertigkeit“ begegnete er, es sei „völlig unwissenschaftlich, von einem 'Charakter' der Juden zu sprechen“. Für seine Positionierung gegenüber dem aufstrebenden Nationalsozialismus mag seine Haltung zu der Wahl des Hakenkreuzes als „‘arisches’ oder germanisches, d. h. in diesem Sinne also antisemitisches Symbol“ kennzeichnend sein. Die Herleitung von indischen Bräuchen – so von Luschan – gehe auf eine „ganz absurde und reinweg aus der Luft gegriffene Annahme zurück“.
Skeptisch stand von Luschan dagegen der Praktikabilität des Zionismus gegenüber. Er betonte seine Freundschaft mit vielen Führern der Bewegung und seine Hochachtung auch für ihre übrigen Führer, zweifelte aber an der Zukunftsfähigkeit einer jüdischen Staatengründung in Palästina, da das Land zu arm und unattraktiv für die europäischen Juden mit Ausnahme der verarmten Ostjuden sei und keine Aussicht auf unbelastete Beziehungen zu der muslimischen Bevölkerung bestünde.
Unter dem Eindruck der Rassendiskriminierung von Bevölkerungen aus Schwarzafrika und seiner eigenen Erfahrungen in Afrika kam von Luschan zu dem Schluss: „Schon vor Jahrzehnten habe ich öffentlich gesagt, dass es in Afrika keine anderen Wilden gäbe als einige toll gewordene Weiße, und die Greueltaten der Belgier am Kongo haben mir seither hundertmal recht gegeben. Auch sonst würde es heute manchen Kolonialregierungen sehr wohl anstehen, die einheimischen Kulturen der Afrikaner etwas höher einzuschätzen, als sie das meist tun; freilich geht das alte Afrika jetzt raschem Untergang entgegen, schon weil der europäische Einfluß mit seinen vier S (Sklavenhandel, Schnaps, Syphilis, Schundwaren) auf sie wie zersetzendes Gift gewirkt hat und teilweise noch immer fortwirkt.“
Zwar hatte sich von Luschan trotz des herrschenden Zeitgeistes vehement gegen die angebliche Minderwertigkeit von bestimmten Ethnien oder Bevölkerungsgruppen wie „Mischlingen“ oder unehelichen Kindern gewendet, doch hielt er in Bezug auf angeblich „minderwertige Individuen“, auf die Weitergabe ihrer angeblich minderwertigen Eigenschaften an die Nachkommen und auf die Begegnung der von ihnen ausgehenden Kriminalität an damals häufig anzutreffenden Vorstellungen erblicher Determiniertheit fest, wie seine Aussagen noch 1922 verraten: „Die menschliche Gesellschaft hätte es in der Hand, sich vor minderwertigen, d. h. asozialen oder antisozialen Elementen dauernd zu schützen und zugleich deren Anzahl wesentlich herabzusetzen.“ Er selbst verstand darunter, es sei besser, „gewohnheitsmäßige Schwerverbrecher“ dauerhaft „in einer milden Anstalt zu isolieren“, anstatt sie „de facto eigentlich zu lebenslänglichem Zuchthaus“ zu verurteilen, worauf sie nach Monaten oder Jahren wieder in Freiheit rückfällig würden und sich, so von Luschan, „fortpflanzen“ könnten. Wenige Jahre später verstanden die Nationalsozialisten mit dem Schlagwort der Euthanasie unter „Schutz der Gesellschaft“ die Unterbindung der Fortpflanzung von ihnen unliebsamen Bürgern in menschenverachtendster Weise.
Obwohl sich von Luschan selbst stets um die Förderung der „messenden Anthropologie“ bemüht und verdient gemacht hat und seit 1908 auch Mitglied der wenige Jahre zuvor gegründeten „Berliner Gesellschaft für Rassenhygiene“ war, trat er in späteren Jahren leichtfertig rassistischen Ansätzen folgenden Umdeutungen seiner kraniologischen Studien entschieden entgegen (1922): „So führen uns auch alle Versuche, die Menschheit nach der Hautfarbe, nach der Länge oder der Breite der Hirnkapsel oder nach der Art der Haare usw. in künstliche Gruppen zu teilen, völlig in die Irre.“ „[...] Die gesamte Menschheit besteht nur aus einer einzigen Spezies: Homo sapiens. [...] Es gibt keine 'wilden' Völker, es gibt nur Völker mit einer anderen Kultur als die unsere. [...] Die trennenden Eigenschaften der 'Rassen' sind im wesentlichen durch klimatische, soziale und andere Faktoren der Umwelt entstanden. [...] Es gibt keine an sich minderwertigen Rassen. [...] Es gibt in jeder Rasse einzelne minderwertige Individuen. [...] Der Unterschied zwischen den verschiedenen Rassen ist, besonders was die moralischen Eigenschaften und die Intelligenz angeht, nicht entfernt so groß als der zwischen einzelnen Individuen ein und derselben Rasse.“
Der Missbrauch der Nationalsozialisten jedoch brachte die Methode der Körpervermessung nachhaltig in Misskredit und wirft bis heute einen dunklen Schatten auf biometrische Studien am Menschen.

## Rezeption
Fotografische Ausstellungen am Photoinstitut Bonartes in Wien:
- Überleben im Bild. Wege aus der Anonymität anthropologischer „Typenfotografien“ in der Sammlung Emma und Felix von Luschan, 30. Juli 2021 – 18. März 2022.[35]
- Auftreten im Bild. Positionen im kolonialen Kräftefeld, 26. Juli 2024 – 17. März 2025.[36]

## Veröffentlichungen (Auswahl)
Die größeren und kleineren Veröffentlichungen von Luschans umfassen zusammen mehr als 200 Titel. Bibliographien findet sich in Zeitschrift für Ethnologie, Bd. 83, 1958, S. 285ff. und Bd. 85, 1960, S. 118ff.
- Anthropologische Studien. In: Eugen Petersen, Felix von Luschan (Hrsg.): Reisen in Lykien Milyas und Kibyratis, Carl Gerold's Sohn, Wien 1889, S. 198ff.
- u. a.: Ausgrabungen in Sendschirli. 5 Bände, Orient-Comité, Berlin, 1893–1943.

Von Luschans Werk zur späthethitischen Ausgrabungsstätte Sendschirli gehört zu den von ihm stammenden Standardwerken.
- Beiträge zur Völkerkunde der deutschen Schutzgebiete. Erweiterte Sonderausgabe aus dem „Amtlichen Bericht über die erste deutsche Kolonial-Ausstellung“ in Treptow 1896, Reimer, Berlin 1897. (archive.org)
- Die Karl Knorr'sche Sammlung von Benin-Altertümern im Museum für Länder- und Völkerkunde in Stuttgart, Stuttgart, 1901.
- Einige türkische Volkslieder aus Nordsyrien und die Bedeutung phonographischer Aufnahmen für die Völkerkunde, In: Zeitschrift für Ethnologie Band 36, 1904 S. 177–202.
- J. M. Judt: „Die Juden als Rasse“ (Buchbesprechung). In: Deutsche Literaturzeitung. Band 25, Nr. 25, 25. Juni 1904, S. 1578–1580 (eingeschränkte Vorschau in der Google-Buchsuche).
- Anthropologie, Ethnographie und Urgeschichte. 3. Auflage, Jänecke, Hannover 1905.
- Anthropological View of Race. In: Gustav Spiller (Hrsg.): Papers on Inter-Racial Problems Communicated to the First Universal Race Congress Held at the University of London, July 26-29, 1911, P. S. King, London u. The World’s Peace Foundation, Boston, 1911, S. 13–24.
- Hamitische Typen. Beilage zu: Carl Meinhof: Die Sprachen der Hamiten, Hamburg, Kolonialinstitut, Abhandlungen. Bd. 9, L. Friederichsen & Co., Hamburg, 1912.
- Beiträge zur Anthropologie von Kreta. In: Zeitschrift für Ethnologie 45, 1913, S. 307–393.
- Die Neger in den Vereinigten Staaten. In: Koloniale Rundschau, Heft 11/12, 1915, S. 504–540.
- Entstehung und Herkunft der jonischen Säule. In: Der Alte Orient. Gemeinverständliche Darstellungen. J. C. Hinrichs'sche Buchhandlung, Leipzig 1912
- Kriegsgefangene (mit 100 Abb. nach Steinzeichnungen von Hermann Struck), Reimer, Berlin 1917.
- Die Altertümer von Benin. 3 Bände, Veröffentlichungen aus dem Museum für Völkerkunde, VIII, IX, X, Berlin 1919.

In diesem Standardwerk wandte von Luschan ikonografisch-stilkritische Methoden auf in Afrika geschaffene Kunstwerke an, verhalf der Wissenschaft damit zu neuen Anregungen und hob die Benin-Kunstwerke auf das Niveau der besten europäischen Kunstwerke.
- Völker, Rassen, Sprachen. Welt-Verlag, Berlin 1922, Neuaufl. 1927.

Mit diesem Spätwerk distanzierte sich von Luschan von zeitgenössischen rassenwissenschaftlichen Werken anderer Wissenschaftler und argumentierte, gestützt auf seine in den 1880er-Jahren innerhalb der kleinasiatischen Bevölkerung erhobenen Körpermessungen, gegen den Begriff der „Rassenreinheit“ und gegen antisemitische Vorurteile oder Stereotype.